# Telmatoscopus fuscipennis
Telmatoscopus fuscipennis és una espècie d'insecte dípter pertanyent a la família dels psicòdids que es troba a Àfrica: Sierra Leone.